# Krempelsche Reibungsellipse
Die krempelsche Reibungsellipse, Umfangskraft-Seitenkraft-Kennfeld, Seitenkraft-Traktionskennfeld oder Kraftschlussellipse ist eine übersichtliche Darstellung der übertragbaren Längs- und Seitenkräfte eines Reifens bei kombiniertem Schräglaufwinkel und Schlupf.
Im Unterschied zum Kammschen Kreis kann der Unterschied des Kraftschlusspotenzials in Quer- und Längsrichtung illustriert werden.

## Erläuterung

Krempelsche Reibungsellipse mit den Parametern Schräglaufwinkel und Schlupf

Der kammsche Kreis geht vereinfachend von einer Isotropie der übertragbaren Lateral- und Longitudinalkräfte zwischen Reifen und Fahrbahn aus. Das bedeutet zunächst, dass ein Reifen in Querrichtung dasselbe Kraftniveau erreichen würde wie in Längsrichtung. Tatsächlich sind die übertragbaren Kräfte jedoch richtungsabhängig. Die Gründe für das anisotrope Verhalten sind hauptsächlich die Geometrie und das elastische Verhalten des Reifens. Diese beeinflussen die Druck- und Scherspannung, die sich im Kontaktbereich zwischen Reifen und Straße einstellen, die wiederum ausschlaggebend sind für die maximal übertragbaren Quer- und Längskräfte. Auch die Profilierung der Reifenoberfläche hat einen Einfluss auf die Anisotropie.
Die Kombination von Schräglaufwinkel und Schlupf tritt z. B. bei einer Kurvenfahrt auf, bei der gleichzeitig gebremst oder beschleunigt wird. Die krempelsche Reibungsellipse zeigt nun, dass bei höheren Querkräften und gleichem Längsschlupf eine geringere Längskraft erzeugt wird. Gleiches gilt auch umgekehrt, da sich bei größerer Querkraft (und größem Schräglaufwinkel) und konstantem Längsschlupf die übertragene Längskraft verringert. Anders formuliert erhöht Längskraft den Schräglaufwinkelbedarf für die Übertragung der gleichen Querkraft und Querkraft erhöht den Längsschlupfbedarf für die gleiche Längskraft.
Dies gilt nur solange die Kräfte innerhalb der Ellipse liegen. Das gilt analog zum kammschen Kreis, der vereinfachend betragsmäßig dieselbe maximale Kraft in Längsrichtung wie in Querrichtung beschreibt. Der kammsche Kreis trifft jedoch keine Aussage zum Querschlupf (Schräglaufwinkel) und Längsschlupf der hierfür benötigt wird.
Beispielhaft ist rot eingezeichnet ein Zustand im Bereich des Antriebsschlupfes. Bei etwa 1,7 % Schlupf (längs) und 2° Schräglaufwinkel (quer) lassen sich die mit Fy bezeichnete Kraft in Querrichtung und die mit Fx bezeichnete Kraft in Längsrichtung übertragen. F stellt dann die in der xy-Ebene vom Reifen auf die Fahrbahn übertragbare Gesamtkraft dar. Das Diagramm gilt für eine definierte Radlast Fz, d. h. für eine andere Radlast müsste ein eigenes Diagramm erstellt werden. Für eine reale Kurvenfahrt, die sicherlich Radlastschwankungen unterworfen ist, würde also eine krempelsche Reibungsellipse nicht ausreichen. Der Reifeninnendruck ist ebenso wie die Temperatur als konstant angenommen.
Die Einhüllende (hier bei einem Schräglaufwinkel von etwa 8°) stellt dann die Kraftschlussgrenze für diesen Reifen dar, also die Grenze der horizontal auf die Straße übertragbaren Kraft. Kraftschluss bedeutet, dass durch eine Normalkraft (Radlast) eine Kraft in der Fahrbahnebene übertragen werden kann.